# Burnum
Koordinati:   44°01′09″N, 16°01′05″E
Burnum je bil  vojaški tabor in antično naselje v Dalmaciji.
Ob glavni cesti, ki iz Knina pelje v Kistanje in dalje proti Zadru stoji v bližini naselja Ivoševci antični Burnum. Burnum stoji na dveh arheoloških lokacijah. Okoli 19 km od Knina na levi strani ceste na kraju imenovanem Šuplja Crkva, stojita na že prej zgrajenih obrambnih objektih Liburnijcev Burnistae dva kamnita loka, ki sta ostanka tabora XI. rimske legije. Ta legija je v Dalmaciji ostala do druge polovice 1. stoletja. Poleg kamnitih lokov so bili tu najdeni še drugi spomeniki iz rimske dobe (napisi, kamniti kipi). Desno od ceste, okoli 2 km od vojaškega tabora pa stojijo ruševine rimskega civilnega naselja. Na tej lokaciji se nahajajo ostanki amfiteatra, vodovoda, nagrobni spomeniki in deli ceste. To naselje so leta 639 porušili Avari.   